# Horace B. Smith

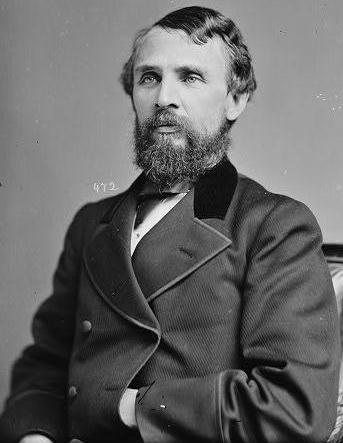
Horace B. Smith

Horace Boardman Smith (* 18. August 1826 in Whitingham, Vermont; † 26. Dezember 1888 in Elmira, New York) war ein US-amerikanischer Politiker. Zwischen 1871 und 1875 vertrat er den Bundesstaat New York im US-Repräsentantenhaus.

## Werdegang
Horace Boardman Smith ging Klassischen Altertumswissenschaften nach. 1847 graduierte er am Williams College in Williamstown (Massachusetts). Er studierte Jura. Nach dem Erhalt seiner Zulassung als Anwalt 1850 begann er in Elmira zu praktizieren. Er hielt mehrere lokale Ämter. 1859 wurde er Richter im Chemung County – ein Posten, den er bis 1860 innehatte. Politisch gehörte er der Republikanischen Partei an.
Bei den Kongresswahlen des Jahres 1870 für den 42. Kongress wurde Smith im 27. Wahlbezirk von New York in das US-Repräsentantenhaus in Washington, D.C. gewählt, wo er am 4. März 1871 die Nachfolge von Hamilton Ward senior antrat. 1872 kandidierte er im 28. Wahlbezirk von New York für den 43. Kongress. Nach einer erfolgreichen Wahl trat er am 4. März 1873 die Nachfolge von Freeman Clarke an. Da er auf eine erneute Kandidatur 1874 verzichtete, schied er nach dem 3. März 1875 aus dem Kongress aus. Während seiner letzten Amtsperiode hatte er den Vorsitz über das Committee on Elections.
Nach seiner Kongresszeit ging er in Elmira bis 1883 wieder seiner Tätigkeit als Anwalt nach. Zwischen 1883 und 1888 war er Richter am New York Supreme Court. Dann kehrte er in sein Heim in Elmira zurück, wo er am 26. Dezember 1888 verstarb. Sein Leichnam wurde dann auf dem Woodlawn Cemetery beigesetzt.